# التجمع النسائي للفن
تم إنشاء التجمع النسائي للفن في عام 1972م، وهو منظمة غير ربحية مقرها مدينة نيويورك. يقوم التجمع بدعم الفنانات، والمؤرخات الفنيات، والطالبات، والمعلمات، ومختصات المتاحف. يقوم التجمع بمعارض ومؤتمرات للترويج عن الفنانات وأعمالهم، ويقوم بتقدير مواهب الفنانات من خلال الجائزة السنوية: جائزة إنجازمدي الحياة. أصبح التجمع النسائي للفن منظمة غير حكومية تابعة للأمم المتحدة مما وسع تأثيره خارج الولايات المتحدة. يوجد داخل التجمع عدة قضايا ذات منافع خاصة يدعمها، منها تجمع النساء ذات اللون، وتجمع الفن الصديق للبيئة، وشبكة الفنانات اليهوديات، والتجمع الدولي، وتجمع الشابات. إنشاء التجمع النسائي للفن يعد خطوة عظيمة في حركة الفن النسوية.

## نظرة عامة
عضوية التجمع النسائي للفن تضم الفنانات، والطالبات، والمعلمات، والمؤرخات الفنيات، ومختصات المتاحف والمعارض. تقيم المنظمة مؤتمرات، وتنتج معارض، وتقوم بالأبحاث وتصدر جوائز.
بجانب إنشاء المتحف الوطني للمرأة في الفن، فإنشاء هذا التجمع يعد من أكبر الخطوات في البنية التحتية المؤسسية لفن المرأة وتاريخ الفن منذ سبعينات القرن ال20.

## تاريخه

### الخلفية
المقال الرئيسي: حركة الفن النسائية في الولايات المتحدة
مع توسع الحركة النسوية في أواخر الستينات وأوائل السبعينات بدأت الحركة النسوية الفنية بطرح مشكلة نقص تمثيل المرأة في منظمات الفن الاحترافية والمعارض الفنية، وكتب الفن الناريخية. تعد هذه الحركة نقطة تحول هائلة في تاريخ المرأة وتاريخ الفن، وكان شعارها «الشخصي سياسي».
تم إنشاء حملة «فنانات في ثورة» في عام 1969م  كرد علي قرار انضمام ثماني نساء فقط ضمن ال143 فنانا المعروضين في سنوية 1969م لمتحف ويتني. طالبت الحملة بتغيير قواعد المتحف ليضم فنانات نساء أكثر.
في عام 1971م، بعد كتابة ليندا نوكلين لمقالة «لما لم يوجد فنانات عظيمات قط»، مع جودي شيكاغو وميريام شابيرو، بدأ برنامج الفن النسوي في معهد كاليفورنيا للفنون مما وفر تعليما فنيا جديدا للنساء مبني علي الإرشاد، والتدريب علي الأدوات، وإقامة الأبحاث عن الفنانات، وزيادة الوعي، ولعب الأدوار كوسيلة للتعليم.
و في العام التالي، قامت باولا هاربر وواحدة وعشرون مشاركة في برنامج الفن النسوي بإنشاء كيان تعاوني تاريخي تم تنظيمه في منزل فارغ في لوس أنجلوس وقاموا بتسميته «وومن هاوس» أو بيت المرأة.

### التجمع النسائي في رابطة فن الكليات
في الثامن والعشرين من يناير عام 1972م قامت النساء الموجودات في رابطة فن الكليات بتأسيس تجمع نسائي في المؤتمر السنوي للرابطة في سان فرانسيسكو، وقاموا بانتخاب آن سوذرلاند هاريس كأول رئيسة (1972-1974)، وقد تسبب ذلك بنزاعات بين هذا التجمع وهيئة رابطة الفن حتي قام تنفيذي الرابطة في نوفمبر 1973م بمطالبة التجمع النسائي بعدم استخدام اسم الرابطة للإشارة إلي التجمع النسائي.

### تأسيس التجمع النسائي للفن
في عام 1974م، أشرفت ماري غارارد –رئيسة التجمع منذ عام 1974 حتي عام 1976- علي إقامة التجمع النسائي للفن كمنظمة مستقلة غير ربحية. وقامت أرلين رافين مع جودي شيكاغو وشيلا ليفرنت دي بريتفيل بتأسيس ورشة الستوديو النسوي، مما كان جزءا من جذور التجمع النسائي للفن.
نما التجمع حتي أصبح له فروع إقليمية وقام بنشر أبحاث عن فن النساء. توسعت العضوية لتضم العديد من الفنانات حتي أصبحوا الأغلبية بعد أن كانت الأغلبية للمؤرخات الفنييات. وقد كانت ثالث رئيسة، جودي برودسكي، فنانة وليست مؤرخة كالرئيسات السابقات.
تم تأسيس تحالف المنظمات الفنية النسائية كذراع سياسي للتجمع الفني النسائي.

## البنية المؤسسية
التجمع النسائي للفن هو منظمة عضوية قومية وله 23 فرع إقليمي في أنحاء الولايات المتحدة. المقر في مدينة نيويورك يعد منظمة شاملة يحكمها مجلس إدارة قومي يتكون من لجنة تنفيذية وهي (الرئيس، الرئيس المنتخب، أمين الصندوق، نائب الرئيس/رئيس المعارض الوطنية، الرئيس السابق، نائب رئيس علاقات الفروع، نائب رئيس التواصل التنظيمي، نائب رئيس التطوير والفعاليات الخاصة) وتضم أيضا نواب الرؤساء الإقليميين ورؤساء اللجان الدائمة والمديرون (بما في ذلك رؤساء التجمعات الداخلية) والمستشارون المعينون من قبل مجلس الإدارة. يتم التصويت علي الرئيس القومي من قبل الأعضاء لفترة مدتها سنتان. نصف المجلس يتم ترشيحه من قبل الرئيس القادم والموافقة عليه من قبل المجلس، أما النصف الآخر فيتم التصويت عليه من ممثلي الفروع.
يعتبر العديد من الفروع الإفليمية منظمات غير ربحية منفصلة. يتكون الإقليم الشمالي الشرقي من تجمع نيوهامبشير وتجمع الكتلة المركزية وتجمع نيويورك وتجمع فيليديلفيا. أما الإقليم الجنوبي الشرقي فيتكون من تجمع واشنطن الكبري، تجمع جورجيا، تجمع ألاباما، تجمع فلوريدا، وتجمع لويزيانا. الإقليم الغربي الأوسط يتكون من تجمع شيكاغو، وتجمع ميتشيجن، وتجمع مينيسوتا، وتجمع إنديانا، وتجمع نيبراسكا، وتجمع سانت لويس ميسوري. الإقليم الجنوبي الأوسط يتكون من تجمع كولورادو، وتجمع تكساس. أما إقليم المحيط الهادي فيكون من تجمع شمال كاليفورنيا، وتجمع بنينسيولا، وتجمع خليج مونتيري، وتجمع وادي سيليكون، وتجمع جنوب كاليفورنيا، وتجمع أوريجون.

## التجمعات ذات المصالح الخاصة
يوجد داخل التجمع النسائي للفن العديد من القضايا ذات المصالح الخاصة، منها تجمع النساء ذات اللون، وتجمع الفن الصديق للبيئة، وشبكة الفنانات اليهوديات،  والتجمع الدولي، وتجمع الشابات.
قامت الفنانة والناشطة فايث رينجولد، بعد أن تم تعيينها كنائبة رئيس شئون الأقليات في عام 1986م من قبل الرئيسة أوفيليا جارسيا، باقتراح تأسيس تجمع للنساء ذات اللون. وكان داخل هذا النطاق نشأة «الساحل للساحل» وهي منظمة فنية للنساء ذات اللون.
أما شبكة الفنانات النساء اليهوديات فتم تأسيسها من قبل فرانسيا توباكمان. وقد نظمت الشبكة في الفترة من 2006 إلي 2012 العديد من المؤتمرات القومية المتعلقة باليهودية.
يحافظ التجمع الدولي علي علاقة التجمع النسائي للفن مع الأمم المتحدة، ويقيم معارض فنية متعلقة بأهداف الأمم المتحدة، ويطور مشاريع مشتركة مع منظمات عالمية أخري، ويجمع المعلومات عن مشاريع التجمع النسائي للفن الفنية منها والناشطة  ويشارك هذه المعلومات مع أعضاء التجمع النسائي علي نطاق واسع.
يدعم تجمع الشابات الفنانات الجامعيات، والطالبات العائدات، والمحترفات صغيرات السن اللوات يسعون لإقامة مسيرة مهنية في الفن. ويوفر موارد تواصل للفنانات المعروفات في المؤسسة العالمية.

## جائزة إنجاز مدي الحياة
في عام 1979م، قام التجمع النسائي للفن بابتكار الجائزة القومية لإنجاز مدي الحياة، كان الهدف من ذلك تقدير أعمال النساء البارزات في مجالات الفنون وتحفيز نمو الفرص في الفنون. يتم اختيار المكرمين سنويا من قبل مجموعة بارزة من مثفي وفناني التجمع النسائي. بعض المكرمين هم الرسامة جورجيا أوكيفي، والرسامة أليس نيل، والمؤرخة الفنية لوسي.ر.ليبارد، والنحاتة والرسامة سلمى بيرك، ومؤسسة متحف المرأة ويلهلمينا هولاداي.

### الفائزين
1979: إيزابيل بيشوب - سلمى بورك- أليس نيل- لويز نيفلسون – جورجيا أوكيف
1980: آني ألبيرز – لويز بورجويز – كارولين دويرو – أيدا كوهلمر – لي كراسنر
1980 جوائز بديلة: بيلا أبزوج – سونيا جونسون _ الأخت تيريسا كاين – جريس بالي – روزا باركس-جلوريا ستاينم
1981: روث برنهارد – أدلين بريكسن-اليزابث كاتلت-ساري دينيس-كليرفالكنستاين-هيلين لونبرج
1982: برنيس أبوت-إلسي دريجز-اليزابث جيلمورهولت- كاثرين كوت-شارميون فون فيجاند-كلير زيسلر
1983: إدنا أندرار-دوروثي ديهنر-لوتي جاكوبي- إلين جونسون-ستيلا كوامريس-ليونور تاوفي
1985/1984: مينا سيترون-كلايد كونل-الينور رايموند-جويس تريمن-جون واين-راتسيل ويشنتسر
1986: نيل بلاين- ليونور كارينتون-سو فولر-لويس مايلو جونز-دوروثي ميلر- بابرا مورجن
1987: جريس هارتجان-أجنس مونجان-ماود مورجن-هونوري شارير-اليزابث تالفورد سكوت-بيتريس وود-جائزة الرئيسة: باتريشا هيلز
1988: مارجرت بوروز-دوروثي هود-ميريام شابيرو-إديث ساتندن-جاين تيلر
1989: برنارا بريسون شان-مارجرت كرافر-كلير لايتون-بيتي سار- ساميلا ساندرز لويس
1990: إلزي بينج- اليزابث لايتون-هيلين سيرجر-ماي ستيفنز-بابيلتا فيلارد
1991: تيريزا بيرنستاين-ميلدريد كونستانتين-أوتيلي لولوما-ميني أوكوبو-ديلايلا بيرس
1992: فيرا بيرديش- باولا جيرارد-لوسي لويس-لويز نون- مارجرت تافويا-أنا تايت
1993: روث أساوا-شيفرا.م.جولدمن-نانسي جرايفز-جوين نايت-أجويدا سالازار-إميلي واهينيكا
1994: ماري أدامز-ماريا إنريكيز دي ألان-بيفرلي بيبر-فايث رينجولد-رايتشل روزنتال-شارلوت روبنستاين
1995: أيرين كلارك-جاكلين كليبشام-أليسندرا كويمني-جين لايسي-أماليا ميزا باينز-سيليا ألفاريز
1996: برنيس بينج-أليشيا فاكسون-إلسا هونيج فاين-هاوردينا بيندل-ماريانا بينيدا-كاي واكنجستيك
1997: جو هانسن-سايدي كريبل-جون سميث-مويرا روث-كاي سيكيماتشي-جائزة الرئيسة: تي كورين-أوفيليا جارسيا
1999: جودي باكا-جودي شيكاغو-ليندا فراي برنهام-ايفانجلين مونتجمري-أرلين رافين-باربرا.ت.سميث
2001: جويس أيكن-ماري جونسون كالواي-دوروثي جيليسبي-تاليا جوما بيترسون-ويلهمينا هولاداي-إلين لانيون-روث وادي
2002: كاميل بيلوبس-جودث برودسكي-موريل ماجينتا-ليندا نوكلين-مارلين ستوكستاد-جائزة الرئيسة: باربرا ولانين
2003: الينور ديكنسون-سوزي جابيلك-جريس جلويك-رون هارتفيلد-الينة ر مونرو-نانسي سبارو
2004: إيما أموس-جو بير-ميتشي إتامي- هيلين ليفيت-يفون رينر-جائزة الرئيسة: اليزابث ساكلر-تارا دونوفان
2005: بيتي بلايتون تايلور- روزالين كارتر-ماري جاررد-أجنسمارتن- يوكو أونو-آن هاريس-جائزة الرئيسة: أندريا بارنويل
2006: الينور أنتن-ماريسول أسكوبار-إلينور جادون-يايوي كوساما-جائزة الرئيسة: ماورا رايلي
2008: إيدا أبلبروج-جوانا فرويه- نانسي جروسمان-ليزلي كينج هاموند-يولاندا لوبيز
2009: ماري هاسينجر- إستر هرناندز-جريس كوزلوف-مارجو ماشيدا-روث وايزبيرج-جائزة الرئيسة: كاثرين اوبي-سوزان فيشر ستيرلنج
2010: تريتوبيا بينجامين-ماري جيان جيكوب-سينجا نينجودي- جويس.ج.سكوت
2011: بيفرلي بيوكانن-دايان بركو- أوفيليا جارسيا-جوان مارتر-كارولي شنيمان-سيلفيا سلاي
2012: ويتني شادويك- سوزان لايسي-فيريس اولن- برنيس ستاينباوم-ترنه.ت.مينها
2013: تينا دانكلي-أرتيس لاين-سوزانا ليفل- جون سيمل
2014: فيلس برامسون-هارموني هاموند- أدريان بايبر-فايث وايلدنج
2015: سو كو-كيكي سميث-مارثا ويلسون
2016: تومي أراي-هيليني أيلون-جوانا جوزمان
2017: أودري فلاك-ماري شميدت كامبل- شارليت تيتيرز-مارثا روزلر
2018: لي بونتيكو-لين هيرشمن ليسون-جلوريا اورينستاين-ريني ستوت

## المعارض

### المعارض الوطنية
- 1996 بكين وما بعدها، كجزء من حدث «سنة واحدة بعد بكين» في اللوبي العام للأمم المتحدة، 9 سبتمبر 1996
- 1996 تحويل التقاليد: المعرض النسائي للفن المعاصر، معرض برومفيلد، ومعهد الثقافة الصينية، بوسطن، ماساتشوستس، تحت حكم سوزان فيشر من المتحف الوطني للنساء في الفنون، وإوجيني تساي من متحف ويتني في تشامبيون، وفنانة بوسطن Magdelena Campos Pons
- 1997 بكين وما بعدها: فنانات يردن على المؤتمر العالمي المعني بالمرأة، سافرن إلى مبنى اتحاد نساء مينيابوليس، مينيسوتا، معرض HUB الرسمي لجامعة بورتلاند الحكومية، أوريغون، وجامعة تكساس في دالاس، كلية ميلز، كاليفورنيا ومركز البحوث الزراعية جاليري، شيكاغو
- 2010 من المركز، المحلف: لوسي ليبارد، المكان: معرض ومان ميد، شيكاغو، التواريخ: 22 يناير - 25 فبراير
- 2011 مقدسات في الوقت المناسب، مركز كرافت للحياة اليهودية في كولومبيا / جامعة بارنارد، نيويورك، نيويورك، عرض JWAN ، المحلف: مايا بالاكيرسكي كاتز من كلية تورو، نيويورك، المديرون المشاركون: جانيس نيسر-تشو وبريندا أولوم، 18 يناير - 1 مارس 2011. الرئيسان المشاركان: فاي جراجوير، سيمون سلطان
- 2011 «عكس النظرة: رجل ككائن»، نظمته بريندا أولباوم، بريسيلا أوتاني، كارين غوتفروند، وتانيا أوغسبورغ ، سومارتس ، التواريخ: 4-30 نوفمبر ، معهد كينزي ، التواريخ من 13 إلى 29 يونيو 2012
- 2011 المدن الخفية ، المحلف: ليزا فيليبس ، مديرة المتحف الجديد ، مدينة نيويورك ، المكان: معرض نيو سنشري للفنون ، مدينة نيويورك ، المدير: كارين جوتفروند ، التواريخ: 1 فبراير - 12 فبراير
- 2012 أغنية الأرض ، كلية الاتحاد العبري - معهد الدين - لوس أنجلوس ، كاليفورنيا JWAN show ، المحلف: روث ويسبرغ ، عميد سابق ، كلية روسكي للفنون الجميلة ، جامعة كاليفورنيا ، الرئيسان المشاركان: فاي جراجوير ، سيمون سلطان
- 2012 مفارقة البترول: للأفضل أم للأسوأ؟ ، المحلف: إليانور هارتني ، المكان: دينيس بيبرو للفنون الجميلة ، التواريخ: 24 مايو - 23 يونيو
- 2012 الزخم: الاحتفال بمرور 40 عامًا على فنانات WCA ، المحلف: ريتا جونزاليس ، المكان: معرض 825، لوس أنجلوس ، المخرج: كارين جوتفروند ، التواريخ: 17 فبراير - 2 مارس
- 2013 بوند ، المحلف: كورا روزفير ، المخرج: كارين جوتفروند ، المكان: فينيكس جاليري ، مدينة نيويورك ، التواريخ: 30 يناير - 23 فبراير.
- 2014 الفن من أجل عالم متغير ، المحلفون: بيات مينكوفسكي وماري ستوبرت ، المكان: معرض المرأة المرسومة ، شيكاغو ، التواريخ: 17 يناير - 27 فبراير
- 2015، المعرض الوطني المشهود، مع أربعة معارض قدمت من قبل اللجنة النسائية للفن، المحلفون: بيترا كوبرز، كارين وفاي ، المكان: مركز «ويس بيس» للفنون، نيويورك، التواريخ: 7 فبراير إلى 22.

## تبعيته للأمم المتحدة
التجمع النسائي للفن هو منظمة غير حكومية تابعة للأمم المتحدة وذلك منذ عام 1975م. ويقصد بوكالة غير حكومية أي منظمة تطوعية مدنية غير ربحية سواء أكانت علي نطاق محلي أو قومي أو دولي. الوكالات غير الحكومية تكون موجهة عن طريق المهام وتدار من قبل أفراد لهم مصالح مشتركة، وتؤدي العديد من الخدمات والمهام البشرية، وتوصل مخاوف وشئون المواطنين للحكومات، وتراقب السياسات تشجع علي المشاركة السياسية من خلال توفير المعلومات. قام أعضاء التجمع الدولي بإقامة معارض والمشاركة في الفعاليات الجانبية التابعة لمؤتمرات الأمم المتحدة التي تدعم أهداف وأولويات الأمم المتحدة، وشاركوا في مؤتمرات لجنة وضع المرأة.